# باشگاه فوتبال شاختار قراغندی
باشگاه فوتبال شاختار قراغندی ( قزاقی: "Шахтер" футбол клубы )  یک باشگاه فوتبال در شهر قراغندی قزاقستان است. این باشگاه در لیگ برتر فوتبال قزاقستان بازی می‌کند. این باشگاه در سال ۱۹۵۸ تأسیس شده‌است. 